# Baran (phim)
Baran (tiếng Ba Tư: باران; literally: Rain) là một bộ phim Iran sản xuất năm 2001 bởi đạo diễn Majid Majidi, dựa trên một kịch bản gốc của Majid Majidi. Bộ phim được đặt trong thời gian gần đây, trong đó có một số lượng lớn Người tị nạn Afghanistan sống ở vùng ngoại ô của Tehran. Gần như là một bộ phim im lặng, Baran đã giành được nhiều giải thưởng trên cả nước và quốc tế cho đạo diễn và nhà văn Majid Majidi.

## Tóm tắt
Đó là mùa đông ở Teheran. Lateef 17 tuổi. Anh ta làm việc tại một công trình xây dựng do MEMAR quản lý. Công việc của Lateef là phục vụ trà và chuẩn bị thức ăn cho những người lao động mà anh ta luôn cãi nhau. Các công nhân đến từ khắp mọi nơi của Iran, đặc biệt là từ [Azerbaijan Iran] (Azeris được gọi là "người Thổ Nhĩ Kỳ" trong phim). Một số công nhân là người tị nạn Afghanistan khỏi chiến tranh Afghanistan. Họ không có giấy chứng minh nhân dân và được làm việc bất hợp pháp như lao động rẻ. Khi thanh tra lao động xuất hiện, người lao động Afghanistan phải giấu mặt.
Khi câu chuyện bắt đầu, một công nhân Afghanistan, NAJAF, rơi khỏi tòa nhà và gãy chân. Anh ta được đưa đến bệnh viện. Ngày hôm sau, SOLTAN, một công nhân Afghanistan khác, đưa RAHMAT, con của Najaf, vào khoảng 14 tuổi, để thay thế cha mình. Memar sớm nhận ra rằng Rahmat không phù hợp với công việc khó khăn như vậy và quyết định chuyển việc làm giữa Rahmat và Lateef. Lateef tức giận, đe dọa Rahmat, cố gắng phá hoại công việc của mình và gián điệp trên anh ta. Một ngày kia, bằng cách nhìn qua cánh cửa nơi Rahmat làm việc, anh hoàn toàn bị sốc khi thấy Rahmat là một cô gái. Khi nhìn chải tóc cô, anh thấy mình đang ở trong trạng thái kỳ lạ, bao quanh bởi những âm thanh bất thường.
Từ đó về thái độ của ông thay đổi hoàn toàn; ông trở nên bảo vệ, hữu ích và dần dần trong tình yêu với Rahmat. Trong khi Rahmat không thể hiện bản thân bằng lời nói của mình, theo thời gian cô ấy dường như đáp ứng với tình yêu này. Trong chuyến thăm bất ngờ của các thanh tra lao động, họ thấy mình đối mặt với Rahmat. Cô hoảng sợ và bỏ chạy, khi họ đuổi theo cô qua các đường phố của thành phố. Lateef chạy sau họ, đấu tranh với thanh tra trong khi Rahmat chạy trốn. Lateef bị đánh và đưa đến đồn cảnh sát. Bây giờ Memar phải trả một khoản tiền phạt, tuân thủ luật pháp, và sa thải tất cả các công nhân Afghanistan bất hợp pháp.
Lateef không thể chịu đựng sự vắng mặt của Rahmat, và quyết định định vị Soltan để có tin tức về cô. Anh ta đi đến ngôi làng nơi những người Afghan sống, đi dạo, gặp một người cobbler bí ẩn, và kết thúc trong sân của một ngôi đền gần nghĩa trang, nơi các gia đình Afghanistan tụ tập để tham dự một buổi lễ sữa tại địa phương. Anh ta hỏi về Soltan, nhưng không có manh mối. Trong số người Afghanistan ở sân là Rahmat trong quần áo nữ. Cô thấy Lateef, nhìn chằm chằm vào anh ta một lúc, rồi rời buổi lễ. Lateef không nhận thức được sự có mặt của cô. Ngày hôm sau trên đường, anh ta tìm thấy Soltan, và biết rằng Rahmat làm việc trong làng gần sông. Lateef rushes ở đó để tìm Rahmat trong một nhà nước đáng thương, làm việc với những phụ nữ khác mang đá nặng từ sông. Anh ta đau khổ, và muốn tìm một cách để giúp cô thoát khỏi những thử thách đó.
Anh ta nhận được tất cả tiền lương tích lũy từ Memar, đưa họ đến Soltan, yêu cầu anh ta đưa họ đến Najaf. Họ đồng ý gặp nhau vào ngày hôm sau tại nhà thờ sau khi Soltan đưa tiền cho Najaf. Ngày hôm sau tại đền thờ, thay vì Soltan, Najaf xuất hiện để thông báo Lateef rằng Soltan đã đi đến Afghanistan. Anh nói với Lateef rằng Soltan đã đến gặp anh ta và cho anh ta một ít tiền anh ta mượn từ một ai đó. Ông cũng nói với Lateef rằng ông đã từ chối tiền, và đã khuyên Soltan giữ nó cho mình, và sử dụng nó để lại ngay lập tức cho Afghanistan, nơi ông đã có một vấn đề cuộc sống và cái chết trong gia đình ông. Lateef bây giờ đã bị sốc và lo lắng.
Lateef thậm chí còn lo lắng hơn vào ngày hôm sau khi anh ta nghe lén một cuộc trò chuyện trong nhà của Najaf rằng Najaf đang phải đối mặt với các vấn đề gia đình ở Afghanistan, vì anh trai anh ta đã bị giết trong chiến tranh. Anh ta cũng nghe thấy tên thật của Rahmat là BARAN. Lateef quay trở lại sông để tìm Baran, người đã kiệt sức, mang những khúc gỗ ra khỏi dòng sông trong một bầu không khí gợi nhớ lại chiến trường. Bất lực trước những khó khăn mà cô đang trải qua, Lateef trở lại công trường trong tình trạng trầm cảm. Sáng hôm sau, Najaf trên nạng của mình đang ở khu vực thi công để đáp ứng Memar. Lateef overhears Najaf cầu xin Memar mà không thành công để cho anh ta một số tiền.
Lateef làm cho một nỗ lực tuyệt vọng để có được tiền. Anh ấy bán thứ duy nhất có giá trị của anh ấy, giấy chứng minh nhân dân. Khi anh ta mang tiền đến Najaf, Lateef biết rằng nhờ số tiền này, Najaf và gia đình anh ta sẽ trở lại Afghanistan. Lateef bị choáng ngợp bởi tin này, và tìm nơi ẩn náu trong đền thờ. Ở đó, trong trạng thái đau đớn và thất vọng, anh nghe thấy từ tất cả các xung quanh anh những âm thanh anh nghe khi anh nhìn thấy Baran đầu tiên. Anh đầu hàng với số phận của mình.
Ngày hôm sau trong một bầu không khí mơ mộng, trong khi giúp Najaf để tải một chiếc xe tải với các hiệu ứng gia đình, Lateef, với một cái nhìn thanh thản, cuối cùng là mặt đối mặt với Baran. Thông qua liên lạc bằng mắt và khoảng cách thể xác, họ trao đổi tình cảm của họ về tình yêu. Khi Baran che mặt và đi đến chiếc xe tải, chiếc giày của cô bị mắc kẹt trong bùn. Lateef quỳ xuống, lấy giày của cô ra khỏi bùn, và đưa nó cho Baran để cô có thể mặc nó và đi. Chiếc xe đưa Baran đi. Để lại một mình ở nơi trống rỗng, Lateef nhìn chằm chằm bước chân trong bùn còn lại của giày của Baran, và mỉm cười trong khi mưa bao phủ nó.

## Diễn viên
- Hossein Abedini vai Lateef
- Zahra Bahrami vai Baran / Rahmat
- Mohammad Amir Naji vai Memar
- Abbas Rahimi vai Soltan
- Gholam Ali Bakhshi vai Najaf

## Giải thưởng
- 2001 Grand Prix of the Americas Award cho phim hay nhất tại Liên hoan phim quốc tế Montreal[1]
- 2001 Kịch bản xuất sắc nhất và Đạo diễn xuất sắc nhất Liên hoan phim quốc tế Gijón
- 2001 Giải thưởng đặc biệt dành cho phim hay nhất tại Liên hoan phim quốc tế Montreal[1]
- 2001 Bộ phim nước ngoài được đề cử Giải thưởng Satellite
- 2001 Giải Phim xuất sắc nhất và Giải Đạo diễn xuất sắc nhất tại Liên hoan phim quốc tế Fajr  lần thứ 19